# Brodowe Łąki (gromada 1961–1972)
Brodowe Łąki – dawna gromada, czyli najmniejsza jednostka podziału terytorialnego Polskiej Rzeczypospolitej Ludowej w latach 1954–1972.
Gromady, z gromadzkimi radami narodowymi (GRN) jako organami władzy najniższego stopnia na wsi, funkcjonowały od reformy reorganizującej administrację wiejską przeprowadzonej jesienią 1954 do momentu ich zniesienia z dniem 1 stycznia 1973, tym samym wypierając organizację gminną w latach 1954–1972.
Gromadę Brodowe Łąki z siedzibą GRN w Brodowych Łąkach utworzono 31 grudnia 1961 w powiecie przasnyskim w woj. warszawskim z części obszarów następujących gromad: (a) gromady Zaręby w powiecie przasnyskim (wsie Nowa Wieś, Ostrówek, Rawki, Skuze i Wierzchowizna), (b) znoszonej gromady Bakuła w powiecie przasnyskim (wsie Błędowo, Brodowe Łąki, Dąbrowa, Guzowatka i Wola Błędowska) oraz (c) znoszonej gromada Zawady w powiecie ostrołęckim (wsie Kopaczyska i Zawady) w tymże województwie.
31 grudnia 1962 z gromady Brodowe Łąki wyłączono wieś Nowa Wieś, włączając ją do gromady Zaręby w tymże powiecie.
Gromada przetrwała do końca 1972 roku, czyli do kolejnej reformy gminnej.
Uwaga: Gromada Brodowe Łąki (o innym składzie) istniała w powiecie przasnyskim także w latach 1954–1959.